# Эппинген
Эппинген (нем. Eppingen) — город в Германии, в земле Баден-Вюртемберг.
Подчинён административному округу Штутгарт. Входит в состав района Хайльбронн. Население составляет 21 388 человек (на 31 декабря 2010 года). Занимает площадь 88,59 км². Официальный код — 08 1 25 026.
Город подразделяется на 6 городских районов.
В Эппингене расположена штаб-квартира компании Dieffenbacher, производящей древесно-стружечную плиту и готовые технологические линии.

## Фотографии

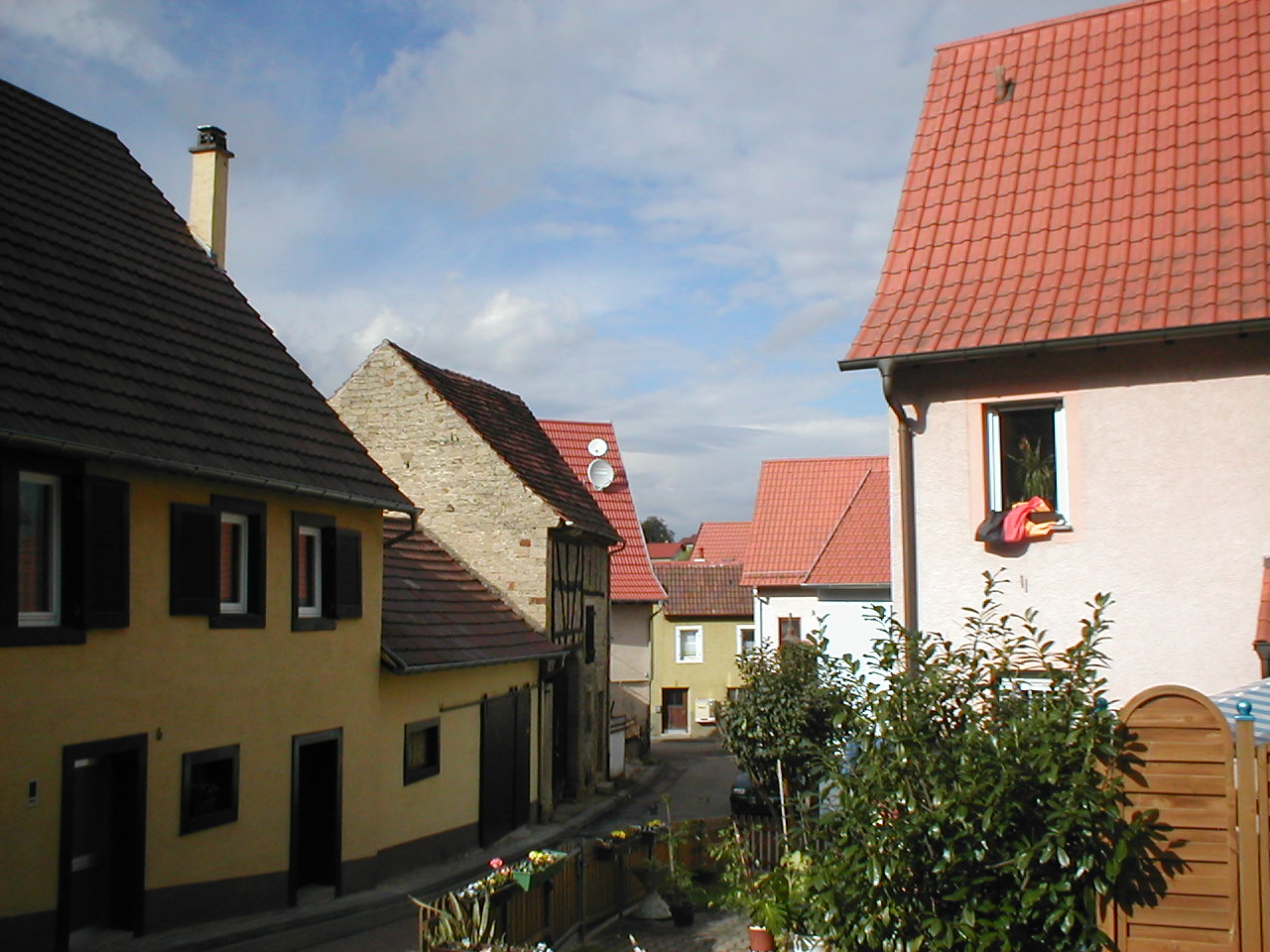
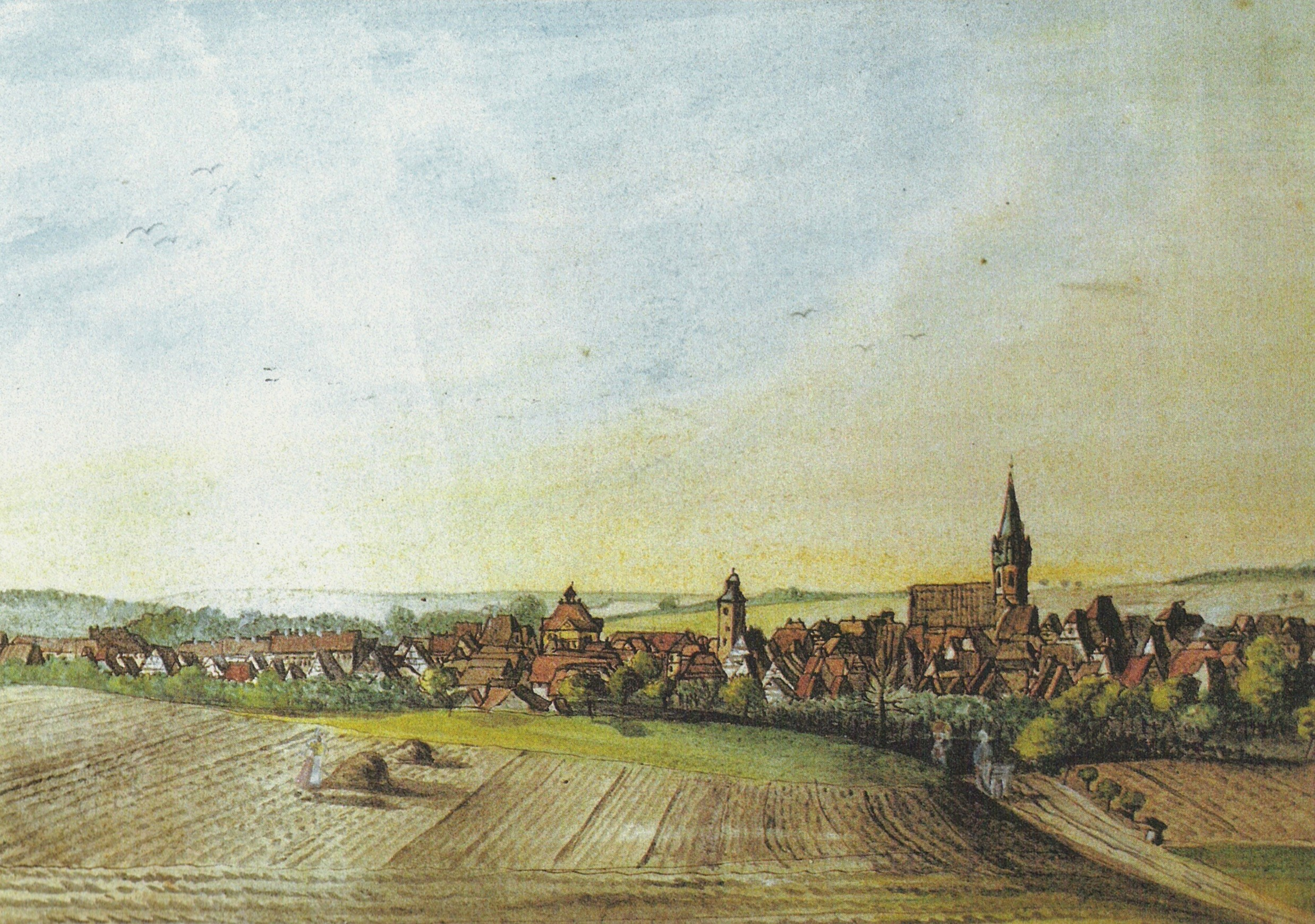
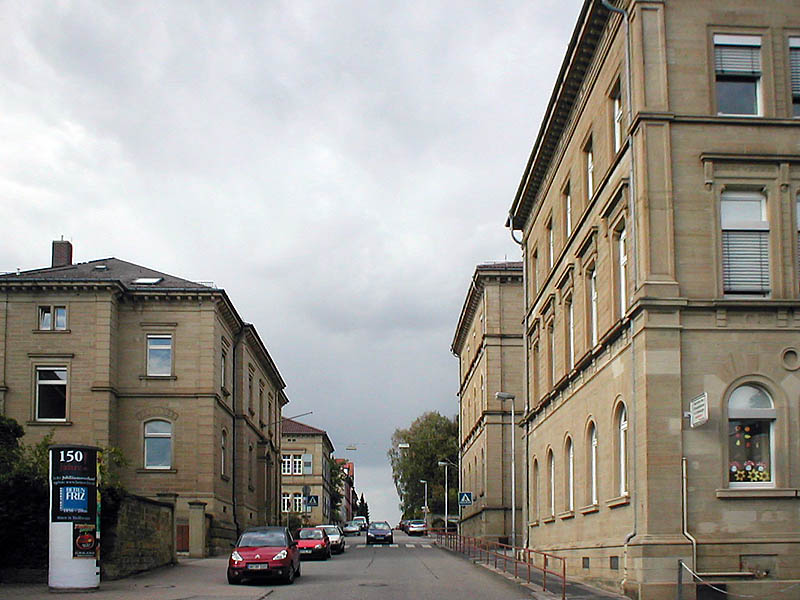
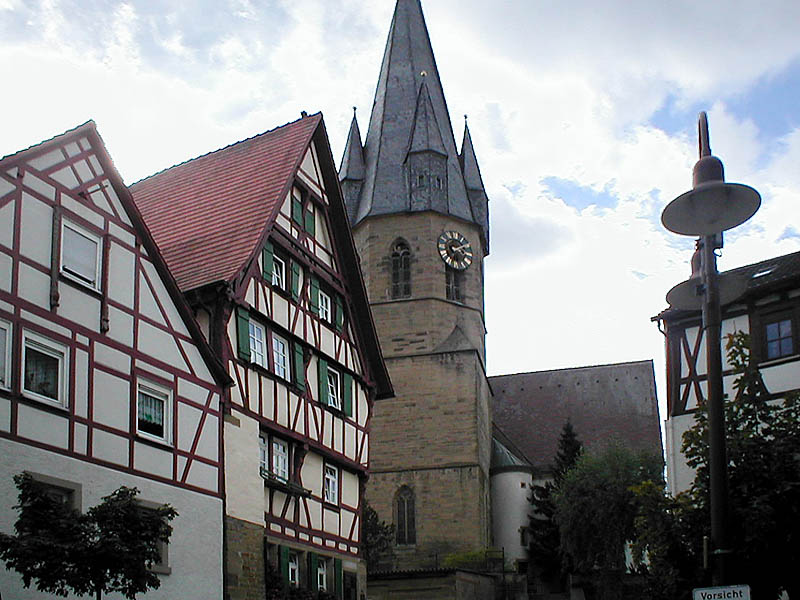
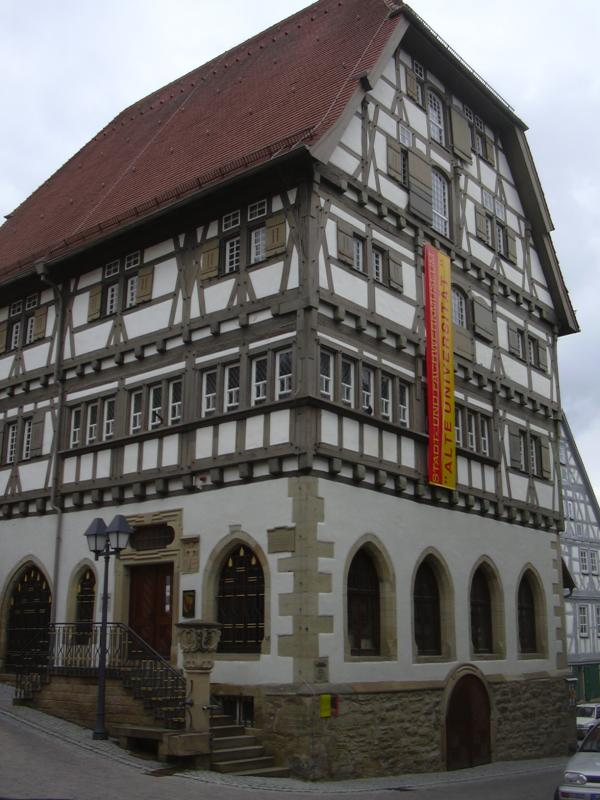
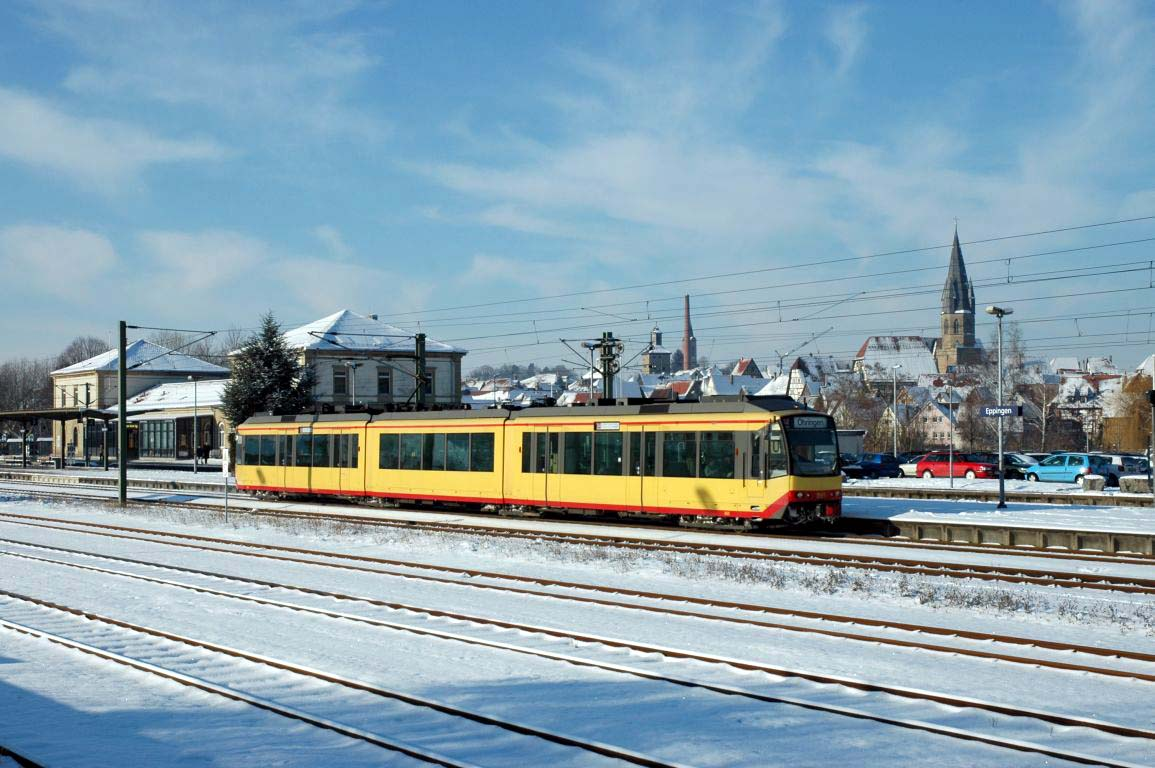
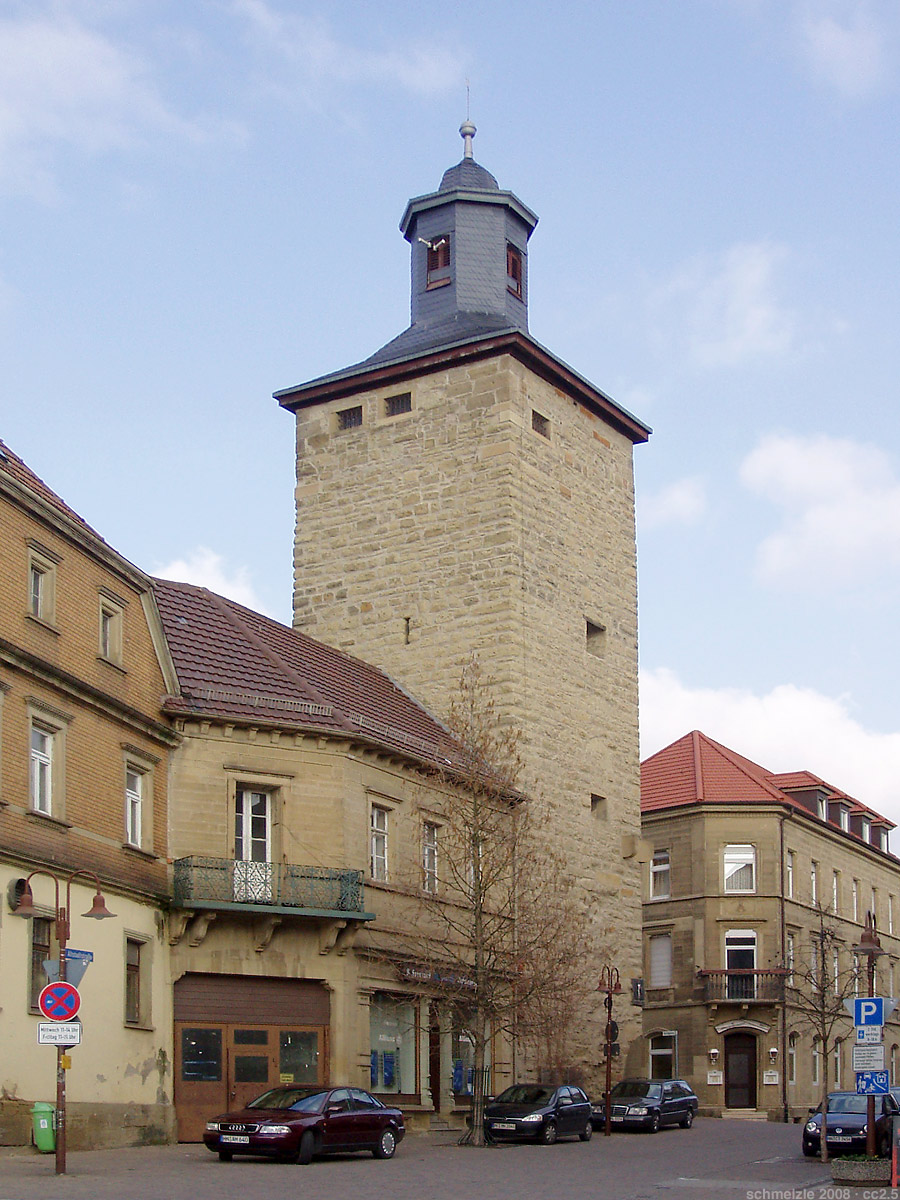
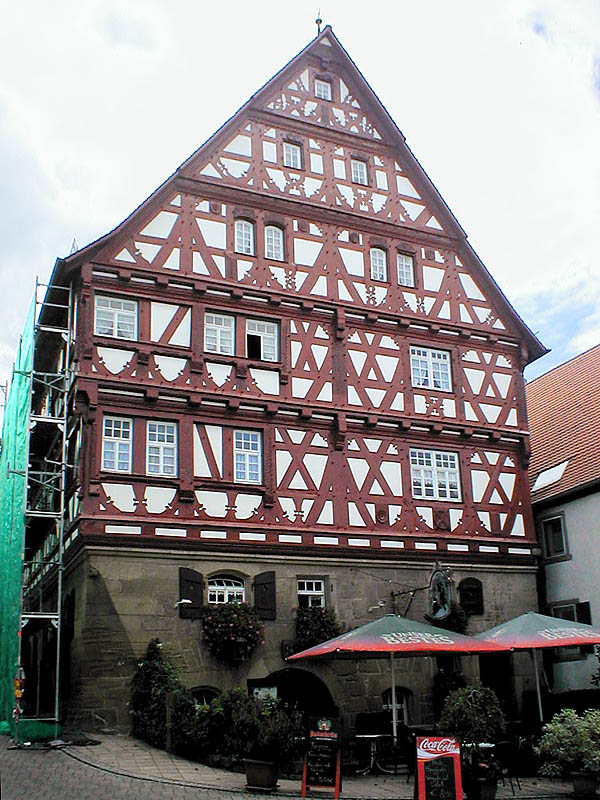
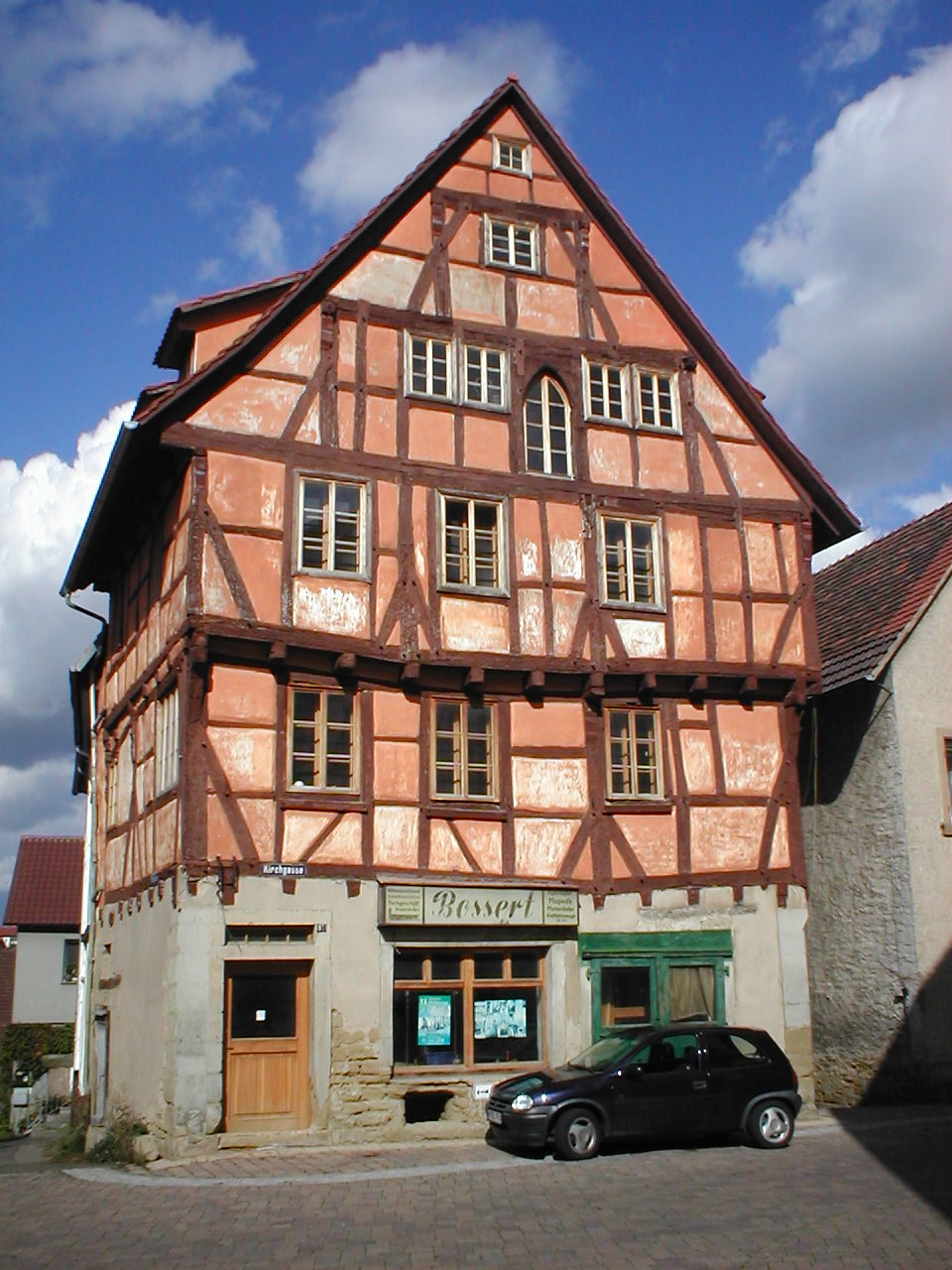
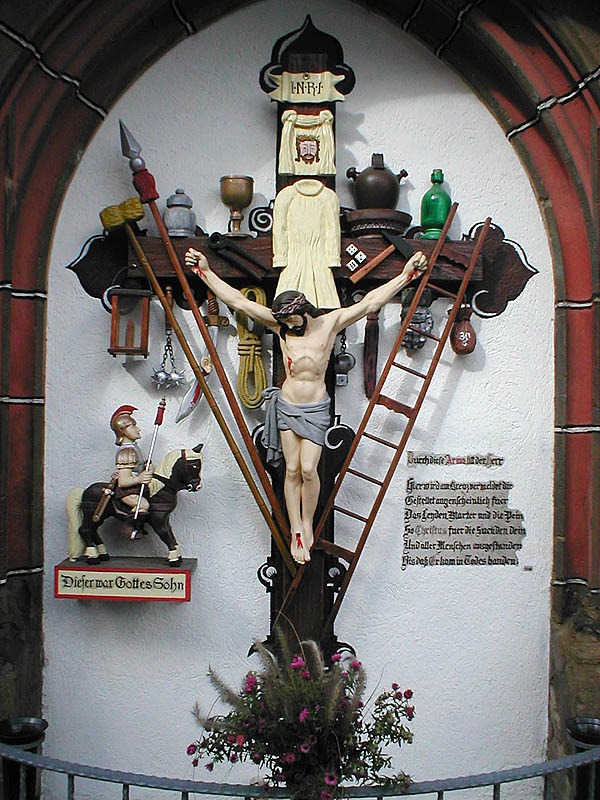
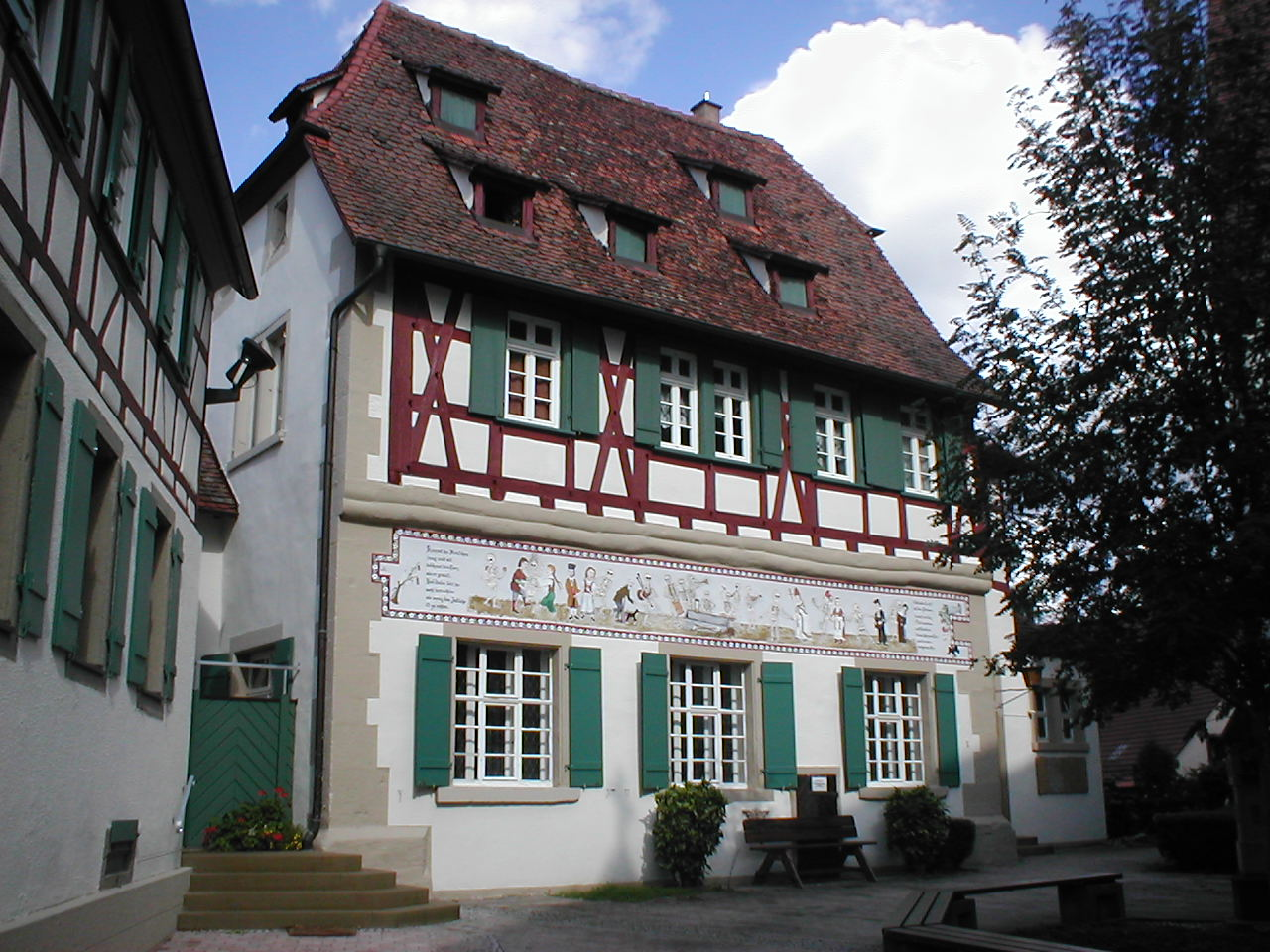
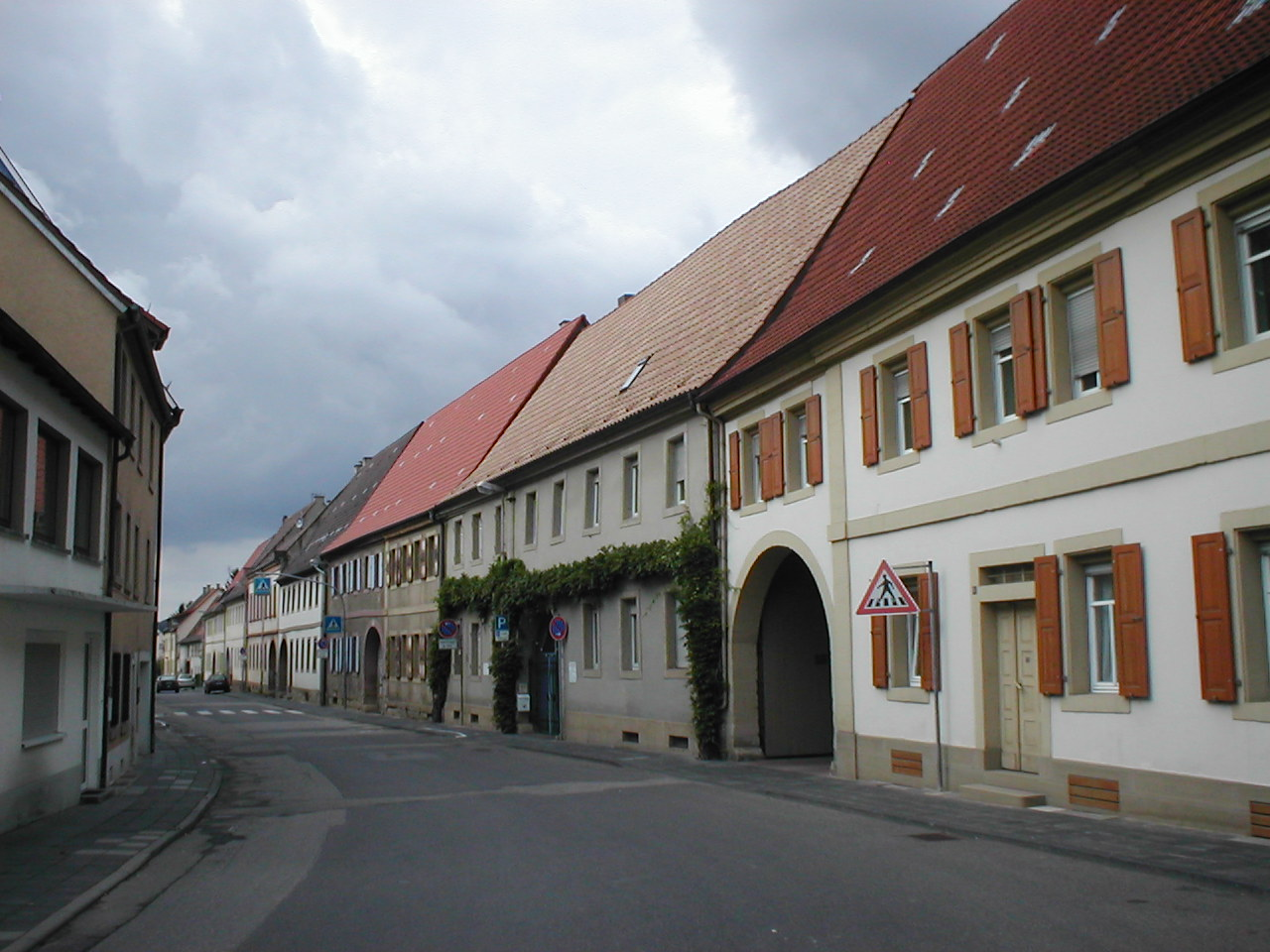
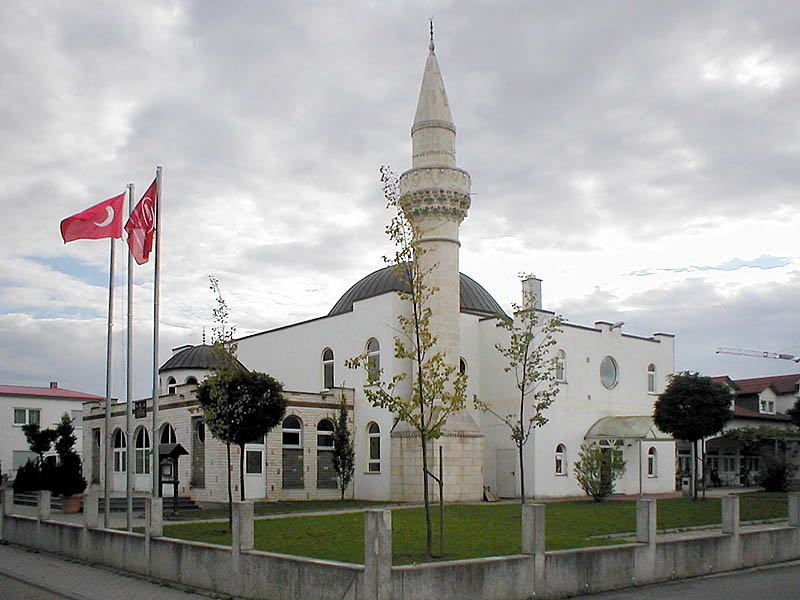
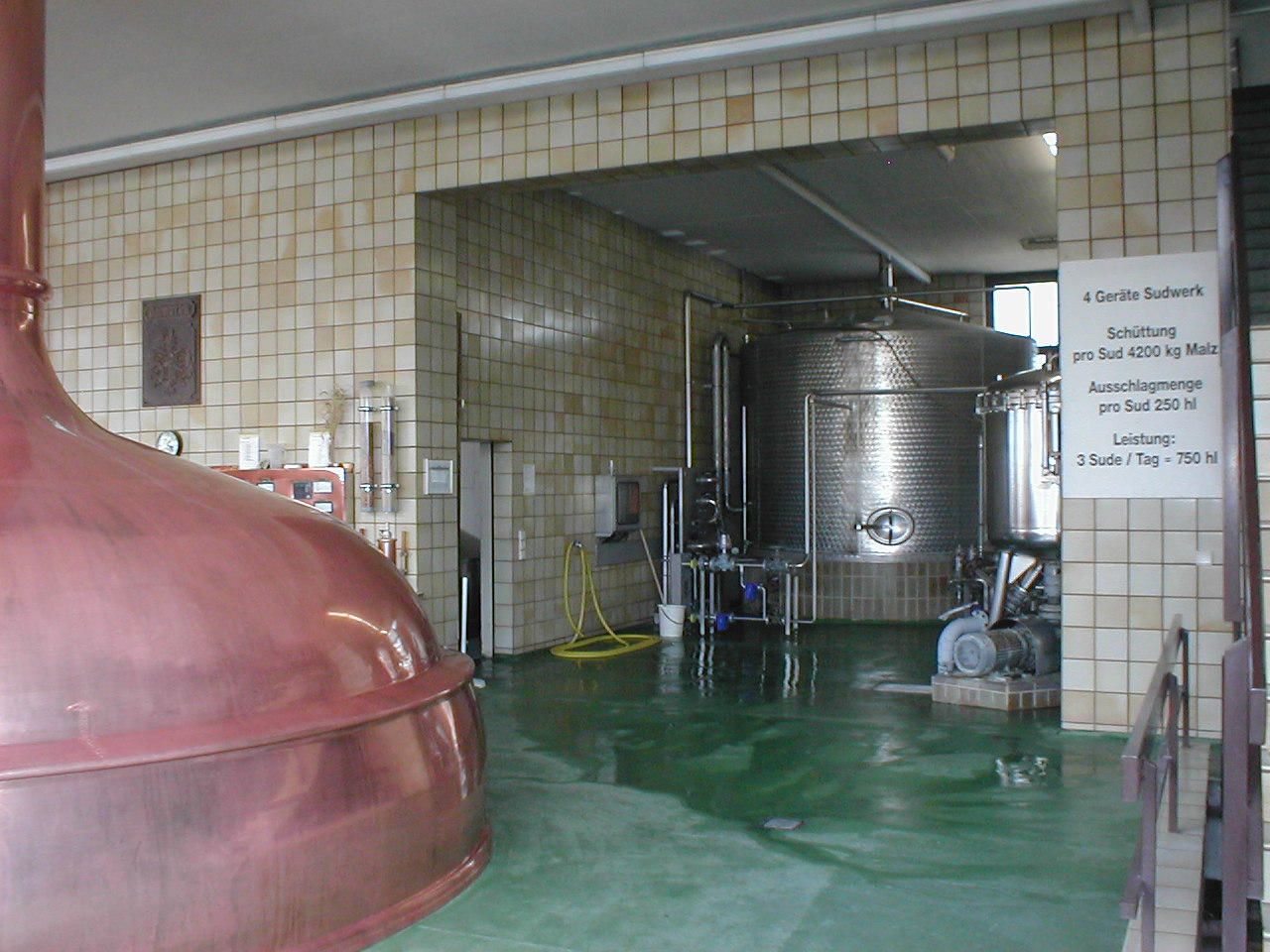

## Города-побратимы
- Венгрия: Сигетвар